# Registrske tablice Slovenije
Registracijske oznake za cestna vozila v Sloveniji vsebujejo na levem robu moder pokončen trak z dvanajstimi evropskimi zvezdami ter kratico države SLO. Sledi dvočrkovna oznaka registracijskega območja, grb občine, v kateri je upravna enota, ter registrska označba s kombinacijo črk in številk. Nabor zajema črke slovenske abecede, razen Č, Š in Ž, nekoč pa so se izdajale tudi tablice s črkami X, Y in W. Črka O se vselej zapisuje kot 0 (ničla). Tablica je obrobljena z zeleno obrobno črto. Celotna tablica je narejena iz aluminijaste pločevine ter pobarvana s tiskom na kovino, z izjemo grba, ki je natisnjen na nalepko in posebej nalepljen na tablico. Registrska tablica je vezana na vozilo, razen tablice po naročilu, ki je vezana na lastnika.

## Geografske registracijske oznake
V Sloveniji je 11 registracijskih območij, ki so na tablicah označene z dvočrkovno oznako. V času Jugoslavije jih je bilo 8 (brez Krškega, Postojne in Slovenj Gradca). Vsaka območna oznaka ima poleg grb občine, v kateri je sedež upravne enote, ki je tablico izdala. Upravnih enot je v Sloveniji 58.

Grb upravne enote je nalepka, ki jo je mogoče kupiti posebej kot nadomestilo za obrabljeno obstoječo nalepko. Posledično lahko obstajajo vozila z registrskimi tablicami, katerih grb ne pripada njihovi oznaki območja ali je celo izdelan doma. Slednje velja za nezakonito spreminjanje registrskih tablic,vendar je na nekaterih predelih Slovenije pogosta praksa.
| Registracijsko območje | Upravna enota      | Primer |
| ---------------------- | ------------------ | ------ |
| CE – Celje             | Celje              |        |
| CE – Celje             | Laško              |        |
| CE – Celje             | Mozirje            |        |
| CE – Celje             | Slovenske Konjice  |        |
| CE – Celje             | Šentjur pri Celju  |        |
| CE – Celje             | Šmarje pri Jelšah  |        |
| CE – Celje             | Velenje            |        |
| CE – Celje             | Žalec              |        |
| GO – Nova Gorica       | Ajdovščina         |        |
| GO – Nova Gorica       | Idrija             |        |
| GO – Nova Gorica       | Nova Gorica        |        |
| GO – Nova Gorica       | Tolmin             |        |
| KK – Krško             | Brežice            |        |
| KK – Krško             | Krško              |        |
| KK – Krško             | Sevnica            |        |
| KP – Koper             | Ilirska Bistrica   |        |
| KP – Koper             | Izola              |        |
| KP – Koper             | Koper              |        |
| KP – Koper             | Piran              |        |
| KP – Koper             | Sežana             |        |
| KR – Kranj             | Jesenice           |        |
| KR – Kranj             | Kranj              |        |
| KR – Kranj             | Radovljica         |        |
| KR – Kranj             | Škofja Loka        |        |
| KR – Kranj             | Tržič              |        |
| LJ – Ljubljana         | Cerknica           |        |
| LJ – Ljubljana         | Domžale            |        |
| LJ – Ljubljana         | Grosuplje          |        |
| LJ – Ljubljana         | Hrastnik           |        |
| LJ – Ljubljana         | Kamnik             |        |
| LJ – Ljubljana         | Kočevje            |        |
| LJ – Ljubljana         | Litija             |        |
| LJ – Ljubljana         | Ljubljana          |        |
| LJ – Ljubljana         | Logatec            |        |
| LJ – Ljubljana         | Ribnica            |        |
| LJ – Ljubljana         | Trbovlje           |        |
| LJ – Ljubljana         | Vrhnika            |        |
| LJ – Ljubljana         | Zagorje ob Savi    |        |
| MB – Maribor           | Lenart             |        |
| MB – Maribor           | Maribor            |        |
| MB – Maribor           | Ormož              |        |
| MB – Maribor           | Pesnica            |        |
| MB – Maribor           | Ptuj               |        |
| MB – Maribor           | Ruše               |        |
| MB – Maribor           | Slovenska Bistrica |        |
| MS – Murska Sobota     | Gornja Radgona     |        |
| MS – Murska Sobota     | Lendava            |        |
| MS – Murska Sobota     | Ljutomer           |        |
| MS – Murska Sobota     | Murska Sobota      |        |
| NM – Novo mesto        | Črnomelj           |        |
| NM – Novo mesto        | Metlika            |        |
| NM – Novo mesto        | Novo mesto         |        |
| NM – Novo mesto        | Trebnje            |        |
| PO – Postojna          | Postojna           |        |
| SG – Slovenj Gradec    | Dravograd          |        |
| SG – Slovenj Gradec    | Radlje ob Dravi    |        |
| SG – Slovenj Gradec    | Ravne na Koroškem  |        |
| SG – Slovenj Gradec    | Slovenj Gradec     |        |

## Posebne registrske oznake

### Tablice po naročilu
Registrske tablice z izbranim delom označbe imajo na voljo izbor številk in črk v obsegu od treh do šestih znakov. Kombinacija mora vsebovati vsaj eno črko in ima lahko največ en pomišljaj. Nespremenljiva sta le oznaka registracijskega območja in grb.
Izbrana  kombinacija znakov mora vsebovati najmanj eno črko, izbrani del označbe pa lahko vsebuje največ en pomišljaj, vendar ne na začetku ali koncu oznake. Izbrati je mogoče le tako kombinacijo znakov, ki jo omogoča prostor na tablici. Izbrani del označbe ne sme vsebovati kratic državnih organov, določenih tujih predstavništev in mednarodnih organizacij. Prav tako ne sme vsebovati neprimernih vsebin ali izrazov. Po prejemu vloge pristojni organ preveri v računalniški evidenci, ali je izbrana oznaka registrske tablice prosta. Če je prosta, izvede rezervacijo izbranega dela oznake registrske tablice. Ta je rezerviran za osebo, ki ga je izbrala, pet let od dneva rezervacije. Če v tem času oseba ne naroči izdelave registrskih tablic z izbranim delom oznake, rezervacijo izbrišejo iz računalniške evidence.

### Preizkusne tablice
Preizkusne registrske tablice vsebujejo za oznako registracijskega območja rdeč pokončen trak s črkama PR (»Preizkušnja«), ki sta izpisani v navpičnem zaporedju.
Registracijska organizacija, pravna oseba ali pooblaščeni samostojni podjetnik lahko izda samolepilne preskusne tablice za dobo največ 5 dni. Veljajo za:
- nova, predelana in popravljena vozila, s katerimi se na javnih cestah opravlja vožnja za preizkus ali prikaz njihovih lastnosti,
- vozila, ki so na poti od podjetja, v katerem so bila izdelana, do podjetja, v katerem bodo dokončana, ali do skladišča trgovinskega podjetja,
- vozila, ki so na poti na tehnični ali strokovni pregled oziroma na sejem zaradi prodaje,
- vozila, ki so na poti od kraja prevzema do kraja registracije,
- vozila, ki so na poti iz kraja, v katerem so bile registrske tablice oddane, odvzete, uničene ali pogrešane, do kraja, v katerem bodo zanje izdane nove registrske tablice.[5]

Pooblaščeni posamezniki in organizacije lahko pridobijo dovoljenje za daljšo dobo uporabe preskusnih tablic. Te tablice se uporabljajo za prevoz tehnično brezhibnih neregistriranih vozil za potrebe prodajalca vozil, za preskusne vožnje morebitnih kupcev in za preskušanje vozil. Imetnik dovoljenja mora za vsako preskusno vožnjo izdati posebno dovoljenje. Dovoljenje za daljšo dobo uporabe preizkusnih tablic velja do enega leta z možnostjo podaljšanja.

### Tablice vozil za izvoz
Registrske tablice vozila za izvoz so rumene barve in imajo na desnem robu označen mesec in leto, ko poteče veljavnost prometnega dovoljenja. Uporabljajo se za:
- vozila, ki jih tujec po končanem bivanju odpelje iz Slovenije,
- vozila, kupljena v Sloveniji, ki bodo registrirana v drugi državi,
- vozila, ki bodo po končani predelavi oziroma dodelavi odpeljana iz Slovenije.[3]

### Tablice za vozila Policije in Vojske
Registrske tablice slovenske policije imajo modro obrobo in modre črke na beli podlagi. Namesto z oznako in grbom območja so označene s črko P in znakom uniformirane policije Republike Slovenije. Registrska oznaka sestoji iz petih števk, od katerih prvi dve označujeta policijsko upravo, katere last je vozilo.
Vozila Slovenske vojske namesto geografske oznake nosijo kratico SV in grb Slovenske vojske. Bojna vojaška vozila imajo registrsko oznako izpisano z belimi številkami in belo obrobo na sprednjem in zadnjem delu vozil; številski del oznake se lahko ponovi na bočnih površinah. Nebojna vojaška vozila za posebne namene in priklopna vozila imajo registrske tablice olivno zelene barve z belo obrobo in znaki. Tablice ostalih vozil v lasti Slovenske vojske so bele s črno obrobo in znaki.

### Tablice za vozila določenih tujih predstavništev
Vozila diplomatskih in konzularnih predstavništev namesto območne oznake in grba vsebujejo črkovno oznako dejavnosti predstavništva oziroma statusa oseb v teh predstavništvih, ki so zelene barve. Oznaki dejavnosti sledi številčna oznaka države, iz katere je predstavništvo, in registrska številka.
- Oznaka CMD (Chef de Mission Diplomatique) se uporablja za največ dve vozili v lasti diplomatskega predstavništva ali predstavništva mednarodne organizacije, ki ju uporablja vodja diplomatskega predstavništva ali predstavništva mednarodne organizacije.
- Oznaka CD (Corps Diplomatique) označuje ostala vozila v lasti diplomatskega predstavništva ali predstavništva mednarodne organizacije v Republiki Sloveniji in njihovega osebja, ki ima diplomatski status.
- Oznaka CC (Corps Consulaire) pomeni vozila v lasti konzularnega predstavništva ali konzularnega funkcionarja.
- Oznaka M se uporablja za vozila, katerih lastniki so člani predstavništva brez diplomatskega statusa (zaposleni kot administrativno oziroma tehnično osebje v diplomatskem ali konzularnem predstavništvu in predstavništvu mednarodne organizacije v Sloveniji).[3]

### Tablica, izdana za označitev vozila, ki ga uporablja predsednik Republike Slovenije
Zakon o varnosti cestnega prometa dovoli poseben tip registrske tablice, za vozilo ki ga uporablja predsednik Republike Slovenije in vsebuje zastavo Republike Slovenije in kombinacijo črk "P RS" - kot okrajšava za "Predsednik Republike Slovenije".  Taka registrska tablica je bila nameščena le na eno predsedniško protokolarno limuzino, to je bil Mercedes-Benz S, v katerem se je vozil prvi predsednik Milan Kučan.

### Nekdanje posebne registrske oznake
- Registrska tablica priklopnega vozila. Danes se priklopniki registrirajo s tablicami, ki imajo vrstni red oznak enak kot tablice običajnih vozil.
- Traktor z registrsko tablico za kmetijska vozila